# Harpers Ferry (Iowa)
Harpers Ferry – miasto w Stanach Zjednoczonych, w stanie Iowa, w hrabstwie Allamakee. W 2000 roku liczyło 330 mieszkańców.